# Кров (фільм, 2022)
«Кров» (англ. Blood)  — американський фільм жахів 2022 року режисера Бреда Андерсона за сценарієм Вілла Гонлі. У фільмі зіграли Мішель Монаган і Скіт Ульріх.
Прем'єра фільму відбулася на фестивалі американського кіно в Довілі 5 вересня 2022 року. Він вийшов у кінотеатрах 27 січня 2023 року компанією Vertical Entertainment.

## Сюжет
Джесс, яка вилікувалась від наркозалежності та няні, переїжджає зі своєю дочкою Тайлер і молодим сином Оуеном назад у свою стару садибу після того, як зрештою повернула опіку над своїми дітьми. Тайлер і Оуен виявляють, що ближнє озеро повністю висохло, оперізуючи мертве дерево, за винятком густої чорної сльоти, усіяної трупами звірів. Сімейний собака, Піппен, здається водночас істеричним і притягнутим до дерева. Через деякий час Піппен біжить у ліс. Піпін повертається через кілька днів, поводячись агресивно щодо Оуена та з блиском в очах. Коли Оуен наближається до нього, собака жорстоко розтерзає його, поки Джесс не вдається вбити його. Оуена терміново доставляють у медичний центр і вводять у стан коми. Коли Оуен прокидається, він відмовляється їсти, стверджуючи, що їжа пахне дивно. Коли Джесс залишає його в спокої, у нього трапляється припадок, що змушує кракерів підозрювати, що він заразився збудником від Піппена. згодом Джесс виявляє, що Оуен п'є кров прямо зі свого пакета для крапельниці; вона несамовито знімає його з нього, але вражена, побачивши, як він чудесним чином одужує. згодом Оуен благає свою маму про додаткову кров, стверджуючи, що вона йому потрібна. Джесс відмовляється, але змиряється після того, як стан Оуена погіршується. Вона починає красти трубку зі свого санаторію і таємно годувати нею Оуена. Зрештою Оуена виписують для догляду вдома, але він починає поводитися дивно. Він просить, щоб його кров була теплою, і коли санаторій Джесс помічає вкрадену трубку, вона вичерпується. Вона намагається вгамувати голод Оуена кров'ю звіра, але виявляє, що лише кров смертного лікує його симптоми. Вона починає годувати його власною кров'ю, поступово наростаючи на анемію, що призводить до того, що партнер Джесс, чоловік Патрік, підозрює, що вона продовжила вживати ліки. Тим часом Джесс лікує невиліковно хвору жінку Хелен, яка висловлює бажання померти, а не терпіти протрузійне лікування, яке вона отримує. Коли її виписують, Джесс пропонує її підвезти, а потім вилікувати та викрасти. Вона зв'язує Хелен у підвалі та пояснює, що планує використати її кров для лікування хвороби Оуена. Стан Оуена поступово погіршується, його шкіра стає блідою, очі починають світитися в темряві, і він вимагає все більшої і більшої кількості крові. Тайлер виявляє Хелен, але Джесс переконує її мовчати. згодом Хелен вдається втекти, але розрізає собі шию гострою лінією за межами території. Оуен знаходить її і харчується нею, справді виявляючи агресію до своєї мами, коли вона намагається його зупинити, що важливо для жаху Джесс. Тайлер починає хвилюватися через жест Оуена і досліджує мертве дерево. Там вона чує шепіт, що доноситься з отвору в дереві. Джесс продовжує годувати Оуена власною кров'ю, але виявляє, що його спрага майже невгамовна. Патрік прибуває зі службою захисту дітей, вважаючи, що Джесс знову вживає дітей і нехтує ними. Оуен у задумі мало не нападає на новонародженого сина свого батька, але його зупиняє Тайлер. Усвідомлюючи, що його стан погіршується, Тайлер і Оуен спускаються на велосипеді, а Оуен змушений одягнути капюшон, щоб захиститися від непередбаченої сприйняття світла. Тайлер намагається прямувати до дерева, щоб знищити його, і, відповідно, все, що воно зробило з її сім'єю, але Оуен раптово стає ще жахливішим і нападає на неї. Тайлер біжить до дерева, і Оуен мало не бенкетує нею, але в останній момент приходить Джесс і втручається. Оуен намагається напасти на свою маму, і Тайлер каже її мамі, що монстр зараз не Оуен. Джесс намагається знайти вихід, але Оуен, у хвилину простоти, каже їй зробити те, що правильно, перш ніж остаточно піддатися його хворобі. Оуен повністю перетворюється на акулу, і Джесс топить його в густій сльоті навколо дерева. Смерть Оуена виглядає як нещасний випадок, і Джесс втрачає опіку над Тайлером. Під час одного з її візитів Тайлер каже мамі, щоб вона не сумнівалася в тому, що вона зробила. нещодавно Джесс спалює мертве дерево. Нещодавно протягом вечора у Джесс з'явився новий собака Джеріко, з яким вона грається на передньому дворі так само, як Оуен грав із Піпіном. Кинувши м'яч надто далеко, Джерико раптово зупиняється, намагаючись взяти м'яч, і, здається, дивиться на щось невидиме глибоко в лісі, у тому ж напрямку, де було дерево від її будинку.

## Актори
- Мішель Монаган як Джесс
- Скіт Ульріх як Патрік
- Фінлей Войтак-Хіссонг у ролі Оуена
- Джун Б. Уайлд у ролі Хелен
- Дженніфер Роуз Гарсія в ролі Кендіс
- Скайлар Морган Джонс у ролі Тайлера
- Даніка Фредерік у ролі Шеллі
- Сара Консітбл у ролі доктора Евері
- Ерік Атавале в ролі доктора Форсайта
- Кендіс Сміт у ролі Регіни Уайт

## Виробництво
У вересні 2020 року було оголошено, що режисером фільму стане Бред Андерсон, а головну роль зіграє Мішель Монаган. У жовтні 2020 року до акторського складу приєднався Скіт Ульріх.
Зйомки проходили з 14 жовтня по 14 листопада 2020 року у Вінніпезі, Манітоба, Канада.

## Реліз
У вересні 2022 року Vertical Entertainment придбала права на розповсюдження фільму в Північній Америці та Великобританії. Прем'єра фільму відбулася на фестивалі американського кіно в Довілі 5 вересня 2022 року. Він вийшов у кінотеатрах 27 січня 2023 року, а 31 січня — у відео на замовлення.